# Úrvalsdeild (1998)
Sezon 1998 był 87. sezonem o mistrzostwo Islandii. Drużyna ÍB Vestmannaeyja obroniła tytuł mistrzowski, zdobywając trzydzieści osiem punktów w osiemnastu meczach. Po sezonie spadły zespoły Þróttur Reykjavík i ÍR.

## Drużyny
Po sezonie 1997 z ligi spadły zespoły Skallagrímur i Stjarnan, z 1. deild awansowały natomiast drużyny Þróttur Reykjavík i ÍR.
| Uczestnicy poprzedniej edycji                                                                                 | Uczestnicy poprzedniej edycji | Uczestnicy poprzedniej edycji | Uczestnicy poprzedniej edycji |
| --- | ----------------------------- | ----------------------------- | ----------------------------- |
| ÍBV | ÍB Vestmannaeyja              | 1                             |                               |
| ÍA | Akraness                      | 2                             |                               |
| LEI | Leiftur                       | 3                             |                               |
| FRA | Fram                          | 4                             |                               |
| KRE | KR                            | 5                             |                               |
| ÍBK | Keflavík                      | 6                             |                               |
| GRI | Grindavík                     | 7                             |                               |
| VAL | Valur                         | 8                             |                               |
| Awans z 1. deild                                                                                              |                               |                               |                               |
| ÞRR | Þróttur Reykjavík             | 1                             |                               |
| ÍRE | ÍR                            | 2                             |                               |
| Oznaczenia: - kolumna pierwsza – skróty nazw drużyn, - kolumna trzecia – miejsce zajęte w poprzednim sezonie. |                               |                               |                               |

## Tabela
| Lp. | Drużyna               | M  | Z  | R | P | Bramki | Bramki | Różn. | Pkt | Uwagi                                       |
| --- | --------------------- | -- | -- | - | - | ------ | ------ | ----- | --- | ------------------------------------------- |
| 1   | ÍB Vestmannaeyja (M)  | 18 | 12 | 2 | 4 | 40     | 15     | +25   | 38  | Liga Mistrzów UEFA • I runda kwalifikacyjna |
| 2   | KR                    | 18 | 9  | 6 | 3 | 25     | 9      | +16   | 33  | Puchar UEFA • Runda kwalifikacyjna          |
| 3   | Akraness              | 18 | 8  | 6 | 4 | 27     | 22     | +5    | 30  | Puchar Intertoto • I runda                  |
| 4   | Keflavík              | 18 | 8  | 4 | 6 | 19     | 23     | −4    | 28  |                                             |
| 5   | Leiftur               | 18 | 7  | 4 | 7 | 21     | 21     | 0     | 25  | Puchar UEFA • Runda kwalifikacyjna1         |
| 6   | Fram                  | 18 | 5  | 5 | 8 | 21     | 23     | −2    | 20  |                                             |
| 7   | Grindavík             | 18 | 5  | 4 | 9 | 24     | 34     | −10   | 19  |                                             |
| 8   | Valur                 | 18 | 4  | 6 | 8 | 25     | 33     | −8    | 18  |                                             |
| 9   | Þróttur Reykjavík (S) | 18 | 4  | 6 | 8 | 27     | 39     | −12   | 18  | Spadek do 1. deild                          |
| 10  | ÍR (S)                | 18 | 4  | 5 | 9 | 20     | 30     | −10   | 17  | Spadek do 1. deild                          |

## Wyniki
| Gospodarz \ Gość  | ÍA  | FRA | GRI | KRE | ÍBK | LEI | VAL | ÍBV | ÍRE | ÞRR |
| Akraness          |     | 0:4 | 3:0 | 1:1 | 1:1 | 1:0 | 1:1 | 1:0 | 2:1 | 2:2 |
| Fram              | 1:1 |     | 0:0 | 0:2 | 2:3 | 0:0 | 3:1 | 0:2 | 0:0 | 4:2 |
| Grindavík         | 0:3 | 4:2 |     | 0:4 | 2:1 | 3:1 | 2:2 | 1:0 | 1:1 | 0:1 |
| KR                | 2:0 | 2:0 | 1:1 |     | 0:0 | 1:0 | 0:0 | 0:2 | 3:0 | 1:1 |
| Keflavík          | 0:1 | 1:0 | 3:0 | 1:0 |     | 1:0 | 2:2 | 0:3 | 1:0 | 1:5 |
| Leiftur           | 0:4 | 2:0 | 3:2 | 0:0 | 1:1 |     | 2:1 | 5:1 | 1:0 | 3:1 |
| Valur             | 4:2 | 1:2 | 2:0 | 0:3 | 0:1 | 1:0 |     | 0:0 | 1:3 | 3:3 |
| ÍB Vestmannaeyja  | 3:1 | 2:0 | 2:0 | 3:1 | 4:0 | 2:0 | 6:1 |     | 4:1 | 3:0 |
| ÍR                | 1:1 | 0:3 | 4:2 | 0:1 | 1:2 | 1:1 | 3:2 | 1:0 |     | 2:2 |
| Þróttur Reykjavík | 1:2 | 0:0 | 1:6 | 0:3 | 1:0 | 1:2 | 0:3 | 3:3 | 3:1 |     |

Źródło:  (ang.)
Objaśnienia:
1Drużyna gospodarzy jest wymieniona po lewej stronie tabeli.
Kolory: zielony – zwycięstwo gospodarzy, żółty – remis, różowy – zwycięstwo gości.

## Najlepsi strzelcy
| Bramki | Strzelcy                   | Drużyna           |
| ------ | -------------------------- | ----------------- |
| 16     | Steingrímur Jóhannesson    | ÍB Vestmannaeyja  |
| 14     | Tómas Ingi Tómasson        | Þróttur Reykjavík |
| 8      | Ásmundur Arnarsson         | Fram              |
| 7      | Arnór Guðjohnsen           | Valur             |
| 7      | Guðmundur Benediktsson     | KR                |
| 7      | Sigurður Ragnar Eyjólfsson | Akraness          |
| 6      | 1 zawodnik                 | 1 zawodnik        |
| 5      | 8 zawodników               | 8 zawodników      |